# أحمد خان (يزد)
أحمد خان (بالإنجليزية: Ahmadkhan, Yazd)‏، هي قرية في منطقة شيركوه الريفية في مقاطعة تفت في يزد، إيران تمت ملاحظتها في تعداد عام 2006 ولكن لم يتم معرفة عدد سكانها.